# Radrennbahn Hannover-Wülfel

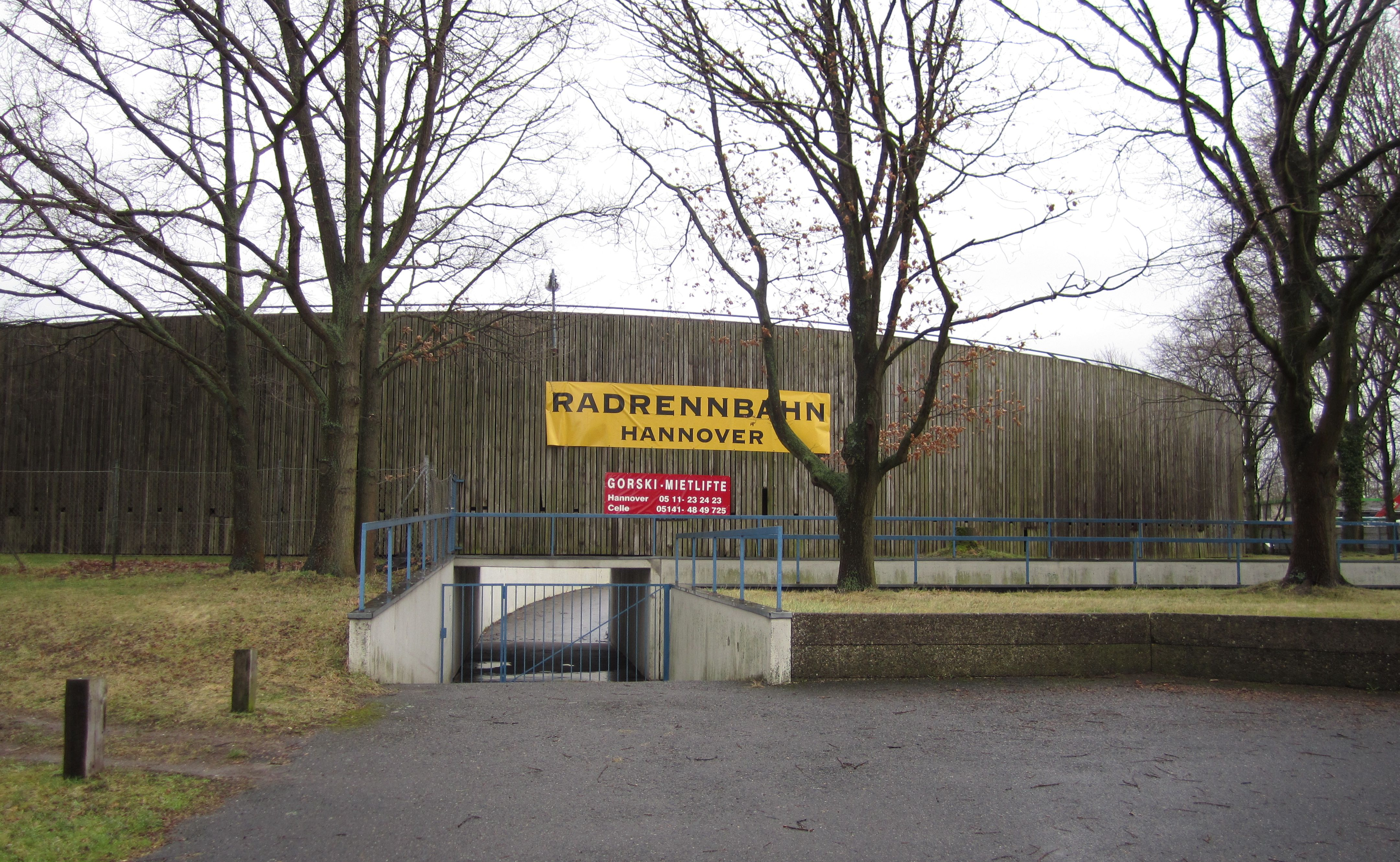
Blick von außen auf die Südwestkurve der Bahn

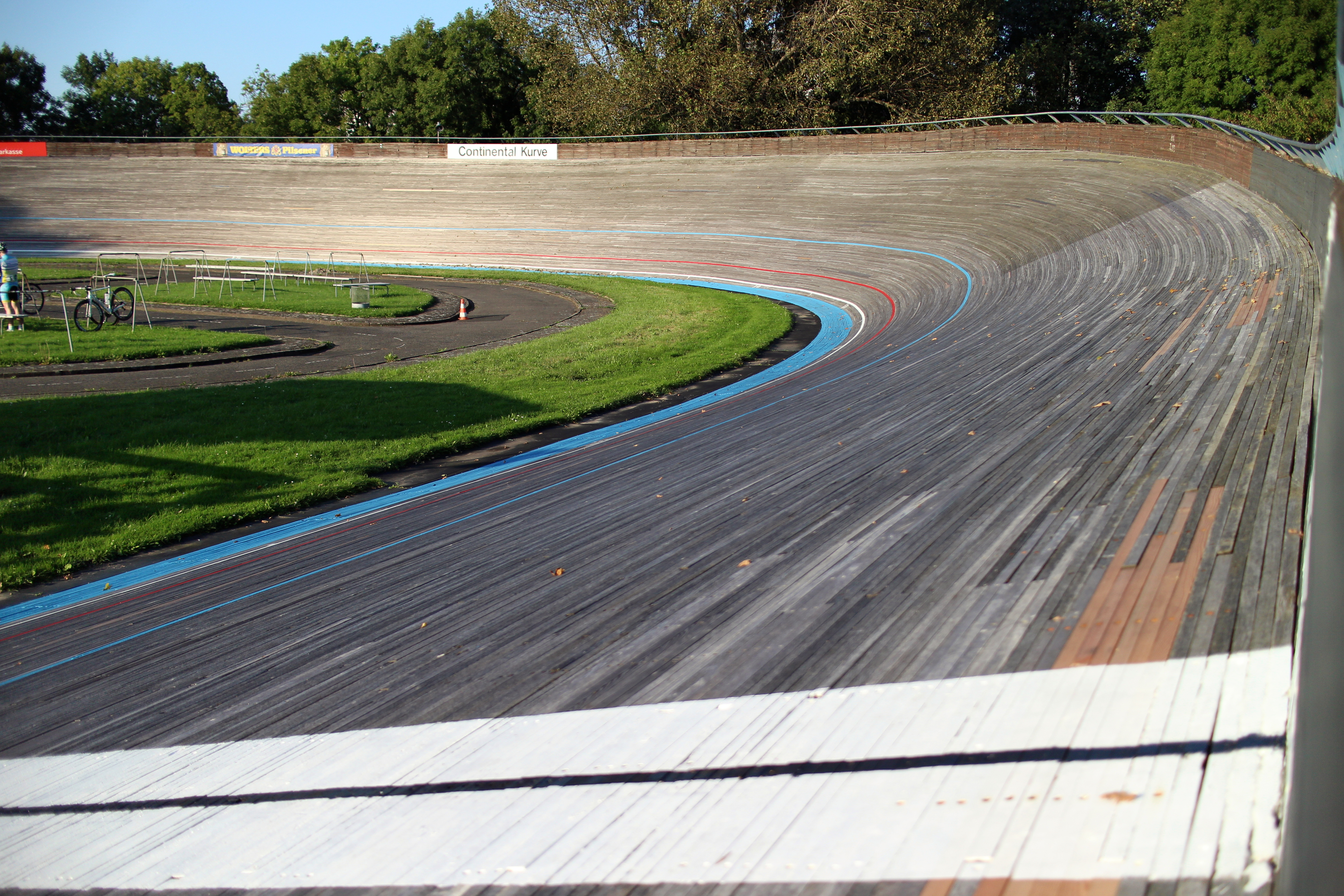
Radrennbahn von innen

Die Radrennbahn Hannover war eine Radrennbahn im hannoverschen Stadtteil Wülfel, die von 1965 bis 2017 in Betrieb war.

## Geschichte und Beschreibung
Die als Ersatz für die ehemalige Radrennbahn am Pferdeturm am 24. Mai 1965 eröffnete Bahn aus Holz war 333,3 Meter lang und hatte eine Fahrfläche von 6,5 Meter Breite. Die Kurvenüberhöhung betrug 49 Grad. Sie wurde von Architekt Herbert Schürmann aus Münster konstruiert. Die Fahrfläche war aus afrikanischem Afzelia-Hartholz gefertigt, der Unterbau aus verschiedenen Weich- und Harthölzern.
Die Radrennbahn Hannover gehörte zu den schnellsten, unüberdachten Sommerbahnen in der Welt, war 18-mal Schauplatz von Deutschen Meisterschaften und ein bedeutender Standort für den Bahnradsport in Niedersachsen und in Deutschland.
Den ersten Wettbewerb, den „Internationalen Sprinterpreis von Hannover“, gewann im Mai 1965 der Deutsche Meister und Nationalfahrer Willi Fuggerer vom RC Herpersdorf. International ist die Bahn durch den jährlich stattfindenden Grand-Prix von Hannover bekannt geworden. Es handelt sich um ein Weltcuprennen für Radsprinter, das bereits 40-mal stattfand. Auch landesweite Wettbewerbe für den Nachwuchs haben auf dieser Bahn schon zahlreiche Talente hervorgebracht, die es später bis zum Weltmeistertitel brachten. Von 2004 bis 2006 veranstaltete man die Sixday-Night von Hannover, im Stile von 6-Tage-Rennen. Vom Punktefahren über Dernyrennen und Runden-Rekordfahren bis zum Madisonrennen standen dabei alle Disziplinen eines klassischen Sechstagerennens auf dem Programm.
Der Radrennbahn Hannover e.V. besitzt 15 Dernys und verfügt damit über den größten Derny-Pool aller Radrennbahnen in Europa. Regelmäßig fanden dort während der Sommermonate Dernyrennen statt. Sechsmal wurde zwischen 1978 und 2000 auf der Radrennbahn in Hannover-Wülfel die Deutsche Derny-Meisterschaft ausgerichtet.
Auf Grund von Unbefahrbarkeit wegen technischer Mängel sollte die Bahn bereits Ende 2006 geschlossen werden. Nur durch das Engagement der Region Hannover und der Mitglieder der Radrennbahn Hannover e.V. konnte der Abriss der legendären Sportstätte zu diesem Zeitpunkt vermieden werden. Gemeinsam mit dem renommierten Bahnbauer Walter von Lütcken aus Osterholz-Scharmbeck wurde im Jahr 2007 der Unterbau der Radrennbahn erneuert. Seit 2007 wurden unter der Leitung von Jürgen Apel, dem Schatzmeister des tragenden Vereins Radrennbahn Hannover e.V., jährlich ca. 5000 Meter Holzlatten erneuert sowie die gesamte Fahrfläche einer intensiven Reinigung unterzogen, um den technischen Anforderungen des Bund Deutscher Radfahrer zu entsprechen. 2010 feierte die Radrennbahn Hannover ihr 45-jähriges Bestehen.
Nach der Saison 2016 kündigte die Stadt und Region Hannover an, den Radrennbahn e.V. nach der Saison 2017 nicht weiter finanziell zu unterstützen. Am 13. September 2017 wurde daher das letzte Radrennen bestritten. Ob Hannover eine neue Radrennbahn bekommt, hängt zur Zeit davon ab, ob sich private Investoren finden lassen, die dies bezahlen.